# Équipe du Danemark de football au Championnat d'Europe 2024
Vous pouvez aider à l'améliorer ou bien discuter des problèmes sur sa page de discussion.
- Il ne cite pas suffisamment ses sources. Vous pouvez indiquer les passages à sourcer avec {{référence nécessaire}} ou {{Référence souhaitée}}, et inclure les références utiles en les liant aux notes de bas de page. (Marqué depuis juin 2024)
- Son texte doit être wikifié : il ne correspond pas à la mise en forme Wikipédia (style, typographie, liens internes, liens entre les wikis, etc.). (Marqué depuis juin 2024)

- Archive Wikiwix
- Bing
- Cairn
- DuckDuckGo
- E. Universalis
- Gallica
- Google
- G. Books
- G. News
- G. Scholar
- Persée
- Qwant
- (zh) Baidu
- (ru) Yandex
- (wd) trouver des œuvres sur Wikidata

Cet article relate le parcours de l’équipe du Danemark de football lors du Championnat d'Europe de football 2024 qui a lieu du 14 juin au 14 juillet 2024 en Allemagne.

## Qualifications
| Rang | Équipe          | Pts | J  | G | N | P  | Bp | Bc | Diff |  | Résultats (▼ dom., ► ext.) |     |     |     |     |     |     |
| ---- | --------------- | --- | -- | - | - | -- | -- | -- | ---- |  | -------------------------- | --- | --- | --- | --- | --- | --- |
| 1    | Danemark        | 22  | 10 | 7 | 1 | 2  | 19 | 10 | +9   |  | Danemark                   |     | 2-1 | 3-1 | 1-0 | 3-1 | 4-0 |
| 2    | Slovénie        | 22  | 10 | 7 | 1 | 2  | 20 | 9  | +11  |  | Slovénie                   | 1-1 |     | 3-0 | 2-1 | 4-2 | 2-0 |
| 3    | Finlande        | 18  | 10 | 6 | 0 | 4  | 18 | 10 | +8   |  | Finlande                   | 0-1 | 2-0 |     | 1-2 | 4-0 | 6-0 |
| 4    | Kazakhstan      | 18  | 10 | 6 | 0 | 4  | 16 | 12 | +4   |  | Kazakhstan                 | 3-2 | 1-2 | 0-1 |     | 1-0 | 3-1 |
| 5    | Irlande du Nord | 9   | 10 | 3 | 0 | 7  | 9  | 13 | -4   |  | Irlande du Nord            | 2-0 | 0-1 | 0-1 | 0-1 |     | 3-0 |
| 6    | Saint-Marin     | 0   | 10 | 0 | 0 | 10 | 3  | 31 | -28  |  | Saint-Marin                | 1-2 | 0-4 | 1-2 | 0-3 | 0-2 |     |

- Sélection directement qualifiée pour l'Euro 2024

## Matchs de préparation
| 23 mars 2024                      | Danemark | 0 - 0 | Suisse | Parken Stadium, Copenhague                            |                                                       |
| 20h00 · Historique des rencontres |          |       |        | Spectateurs : 30 731 Arbitrage : Allard Lindhout (de) | Spectateurs : 30 731 Arbitrage : Allard Lindhout (de) |
| 20h00 · Historique des rencontres | Rapport  |       |        | Spectateurs : 30 731 Arbitrage : Allard Lindhout (de) | Spectateurs : 30 731 Arbitrage : Allard Lindhout (de) |

| 26 mars 2024                      | Danemark                 | 2 - 0   | Îles Féroé | Brøndby Stadion, Brøndby                         |                                                  |
| 20h15 · Historique des rencontres | Højbjerg 8e · Daramy 52e | (1 - 0) |            | Spectateurs : 17 332 Arbitrage : Philip Farrugia | Spectateurs : 17 332 Arbitrage : Philip Farrugia |
| 20h15 · Historique des rencontres | [ Rapport]               |         |            | Spectateurs : 17 332 Arbitrage : Philip Farrugia | Spectateurs : 17 332 Arbitrage : Philip Farrugia |

| 5 juin 2024                       | Danemark                  | 2 - 1   | Suède   | Parken Stadium, Copenhague                          |                                                     |
| 19h00 · Historique des rencontres | Højbjerg 2e · Eriksen 86e | (1 - 1) | 9e Isak | Spectateurs : 35 522 Arbitrage : Kristoffer Hagenes | Spectateurs : 35 522 Arbitrage : Kristoffer Hagenes |
| 19h00 · Historique des rencontres | Rapport                   |         |         | Spectateurs : 35 522 Arbitrage : Kristoffer Hagenes | Spectateurs : 35 522 Arbitrage : Kristoffer Hagenes |

| 8 juin 2024                       | Danemark                                     | 3 - 1   | Norvège     | Brøndby Stadion, Brøndby                            |                                                     |
| 19h30 · Historique des rencontres | Højbjerg 12e · Vestergaard 21e · Poulsen 90e | (2 - 0) | 72e Haaland | Spectateurs : 23 390 Arbitrage : Stéphanie Frappart | Spectateurs : 23 390 Arbitrage : Stéphanie Frappart |
| 19h30 · Historique des rencontres | Rapport                                      |         |             | Spectateurs : 23 390 Arbitrage : Stéphanie Frappart | Spectateurs : 23 390 Arbitrage : Stéphanie Frappart |

## Phase finale
Le camp de base du Danemark se situe dans la ville de Freudenstadt, en Bade-Wurtemberg.

### Effectif
Les âges et les sélections sont calculés au début de l'Euro 2024, le 14 juin 2024.
Le Danemark annonce son équipe finale le 30 mai 2024.

### Premier tour
| v · m | Équipe     | Pts | J | G | N | P | Bp | Bc | Diff |
| ----- | ---------- | --- | - | - | - | - | -- | -- | ---- |
| 1     | Angleterre | 5   | 3 | 1 | 2 | 0 | 2  | 1  | +1   |
| 2     | Danemark   | 3   | 3 | 0 | 3 | 0 | 2  | 2  | 0    |
| 3     | Slovénie   | 3   | 3 | 0 | 3 | 0 | 2  | 2  | 0    |
| 4     | Serbie     | 2   | 3 | 0 | 2 | 1 | 1  | 2  | -1   |

#### Slovénie - Danemark
| Match 5                 | Slovénie                   | 1 - 1   | Danemark            | Stuttgart Arena, Stuttgart                                                 |                                                                            |
| 16 juin 2024 18h00 CEST | Janža 77e                  | (0 - 1) | 17e Eriksen ( Wind) | Spectateurs : 54 000 Arbitrage : Sandro Schärer Arbitre vidéo : Fedayi San | Spectateurs : 54 000 Arbitrage : Sandro Schärer Arbitre vidéo : Fedayi San |
| 16 juin 2024 18h00 CEST | Stojanović 53e · Celar 84e | Rapport | 49e Hjulmand        | Spectateurs : 54 000 Arbitrage : Sandro Schärer Arbitre vidéo : Fedayi San | Spectateurs : 54 000 Arbitrage : Sandro Schärer Arbitre vidéo : Fedayi San |

#### Danemark - Angleterre
| Match 17                | Danemark                                   | 1 - 1   | Angleterre    | Frankfurt Arena, Francfort-sur-le-Main                                                |                                                                                       |
| 20 juin 2024 18h00 CEST | ( Kristiansen) Hjulmand 34e                | (1 - 1) | 18e Kane      | Spectateurs : 54 000 Arbitrage : Artur Soares Dias Arbitre vidéo : Tiago Martins (en) | Spectateurs : 54 000 Arbitrage : Artur Soares Dias Arbitre vidéo : Tiago Martins (en) |
| 20 juin 2024 18h00 CEST | Vestergaard 27e · Mæhle 73e · Nørgaard 87e | Rapport | 62e Gallagher | Spectateurs : 54 000 Arbitrage : Artur Soares Dias Arbitre vidéo : Tiago Martins (en) | Spectateurs : 54 000 Arbitrage : Artur Soares Dias Arbitre vidéo : Tiago Martins (en) |

#### Danemark - Serbie
| Match 30                | Danemark                | 0 - 0   | Serbie                       | Munich Football Arena, Munich                                                      |                                                                                    |
| 25 juin 2024 21h00 CEST |                         | (0 - 0) |                              | Spectateurs : 64 288 Arbitrage : François Letexier Arbitre vidéo : Bastian Dankert | Spectateurs : 64 288 Arbitrage : François Letexier Arbitre vidéo : Bastian Dankert |
| 25 juin 2024 21h00 CEST | Wind 27e · Hjulmand 30e | Rapport | 4e Milenković · 83e Mitrović | Spectateurs : 64 288 Arbitrage : François Letexier Arbitre vidéo : Bastian Dankert | Spectateurs : 64 288 Arbitrage : François Letexier Arbitre vidéo : Bastian Dankert |

## Statistiques

### Temps de jeu
| N°         | Joueurs               |          |          |          |          | TT       | But inscrit | Passe décisive | MJ       | MT       | Légende |
| ---------- | --------------------- | -------- | -------- | -------- | -------- | -------- | ----------- | -------------- | -------- | -------- | --- |
| Gardiens   | Gardiens              | Gardiens | Gardiens | Gardiens | Gardiens | Gardiens | Gardiens    | Gardiens       | Gardiens | Gardiens | Abréviations et symboles : TT : Total de minutes jouées MJ : Nombre de matchs joués MT : Matchs joués en tant que titulaire : but : passe décisive : joueur entré : joueur remplacé : capitaine : carton jaune : carton rouge |
| 1          | Kasper Schmeichel     | 90       | 90       | -        | -        | 180      | -           | -              | 2        | 2        | Abréviations et symboles : TT : Total de minutes jouées MJ : Nombre de matchs joués MT : Matchs joués en tant que titulaire : but : passe décisive : joueur entré : joueur remplacé : capitaine : carton jaune : carton rouge |
| 16         | Mads Hermansen        | -        | -        | -        | -        | -        | -           | -              | -        | -        | Abréviations et symboles : TT : Total de minutes jouées MJ : Nombre de matchs joués MT : Matchs joués en tant que titulaire : but : passe décisive : joueur entré : joueur remplacé : capitaine : carton jaune : carton rouge |
| 22         | Frederik Rønnow       | -        | -        | -        | -        | -        | -           | -              | -        | -        | Abréviations et symboles : TT : Total de minutes jouées MJ : Nombre de matchs joués MT : Matchs joués en tant que titulaire : but : passe décisive : joueur entré : joueur remplacé : capitaine : carton jaune : carton rouge |
| Défenseurs |                       |          |          |          |          |          |             |                |          |          | Abréviations et symboles : TT : Total de minutes jouées MJ : Nombre de matchs joués MT : Matchs joués en tant que titulaire : but : passe décisive : joueur entré : joueur remplacé : capitaine : carton jaune : carton rouge |
| 2          | Joachim Andersen      | 90       | 90       | -        | -        | 180      | -           | -              | 2        | 2        | Abréviations et symboles : TT : Total de minutes jouées MJ : Nombre de matchs joués MT : Matchs joués en tant que titulaire : but : passe décisive : joueur entré : joueur remplacé : capitaine : carton jaune : carton rouge |
| 3          | Jannik Vestergaard    | 90       | 90       | -        | -        | 180      | -           | -              | 2        | 2        | Abréviations et symboles : TT : Total de minutes jouées MJ : Nombre de matchs joués MT : Matchs joués en tant que titulaire : but : passe décisive : joueur entré : joueur remplacé : capitaine : carton jaune : carton rouge |
| 4          | Simon Kjær            | -        | -        | -        | -        | -        | -           | -              | -        | -        | Abréviations et symboles : TT : Total de minutes jouées MJ : Nombre de matchs joués MT : Matchs joués en tant que titulaire : but : passe décisive : joueur entré : joueur remplacé : capitaine : carton jaune : carton rouge |
| 5          | Joakim Mæhle          | 78       | 90       | -        | -        | 102      | -           | -              | 2        | 1        | Abréviations et symboles : TT : Total de minutes jouées MJ : Nombre de matchs joués MT : Matchs joués en tant que titulaire : but : passe décisive : joueur entré : joueur remplacé : capitaine : carton jaune : carton rouge |
| 6          | Andreas Christensen   | 90       | 90       | -        | -        | 180      | -           | -              | 2        | 2        | Abréviations et symboles : TT : Total de minutes jouées MJ : Nombre de matchs joués MT : Matchs joués en tant que titulaire : but : passe décisive : joueur entré : joueur remplacé : capitaine : carton jaune : carton rouge |
| 13         | Rasmus Kristensen     | 78       | -        | -        | -        | 78       | -           | -              | 1        | 1        | Abréviations et symboles : TT : Total de minutes jouées MJ : Nombre de matchs joués MT : Matchs joués en tant que titulaire : but : passe décisive : joueur entré : joueur remplacé : capitaine : carton jaune : carton rouge |
| 17         | Victor Kristiansen    | -        | 57       | -        | -        | 57       | -           | 1              | 1        | 1        | Abréviations et symboles : TT : Total de minutes jouées MJ : Nombre de matchs joués MT : Matchs joués en tant que titulaire : but : passe décisive : joueur entré : joueur remplacé : capitaine : carton jaune : carton rouge |
| 18         | Alexander Bah         | 90       | 57       | -        | -        | 123      | -           | -              | 2        | 1        | Abréviations et symboles : TT : Total de minutes jouées MJ : Nombre de matchs joués MT : Matchs joués en tant que titulaire : but : passe décisive : joueur entré : joueur remplacé : capitaine : carton jaune : carton rouge |
| 25         | Mathias Jørgensen     | -        | -        | -        | -        | -        | -           | -              | -        | -        | Abréviations et symboles : TT : Total de minutes jouées MJ : Nombre de matchs joués MT : Matchs joués en tant que titulaire : but : passe décisive : joueur entré : joueur remplacé : capitaine : carton jaune : carton rouge |
| Milieux    |                       |          |          |          |          |          |             |                |          |          | Abréviations et symboles : TT : Total de minutes jouées MJ : Nombre de matchs joués MT : Matchs joués en tant que titulaire : but : passe décisive : joueur entré : joueur remplacé : capitaine : carton jaune : carton rouge |
| 7          | Mathias Jensen        | -        | -        | -        | -        | -        | -           | -              | -        | -        | Abréviations et symboles : TT : Total de minutes jouées MJ : Nombre de matchs joués MT : Matchs joués en tant que titulaire : but : passe décisive : joueur entré : joueur remplacé : capitaine : carton jaune : carton rouge |
| 8          | Thomas Delaney        | 89       | -        | -        | -        | 1        | -           | -              | 1        | 0        | Abréviations et symboles : TT : Total de minutes jouées MJ : Nombre de matchs joués MT : Matchs joués en tant que titulaire : but : passe décisive : joueur entré : joueur remplacé : capitaine : carton jaune : carton rouge |
| 10         | Christian Eriksen     | 90       | 82       | -        | -        | 172      | 1           | -              | 2        | 2        | Abréviations et symboles : TT : Total de minutes jouées MJ : Nombre de matchs joués MT : Matchs joués en tant que titulaire : but : passe décisive : joueur entré : joueur remplacé : capitaine : carton jaune : carton rouge |
| 14         | Mikkel Damsgaard      | -        | 57       | -        | -        | 33       | -           | -              | 1        | 0        | Abréviations et symboles : TT : Total de minutes jouées MJ : Nombre de matchs joués MT : Matchs joués en tant que titulaire : but : passe décisive : joueur entré : joueur remplacé : capitaine : carton jaune : carton rouge |
| 15         | Christian Nørgaard    | 83       | 82       | -        | -        | 15       | -           | -              | 2        | 0        | Abréviations et symboles : TT : Total de minutes jouées MJ : Nombre de matchs joués MT : Matchs joués en tant que titulaire : but : passe décisive : joueur entré : joueur remplacé : capitaine : carton jaune : carton rouge |
| 21         | Morten Hjulmand       | 89       | 82       | -        | -        | 171      | 1           | -              | 2        | 2        | Abréviations et symboles : TT : Total de minutes jouées MJ : Nombre de matchs joués MT : Matchs joués en tant que titulaire : but : passe décisive : joueur entré : joueur remplacé : capitaine : carton jaune : carton rouge |
| 23         | Pierre-Emile Højbjerg | 83       | 90       | -        | -        | 173      | -           | -              | 2        | 2        | Abréviations et symboles : TT : Total de minutes jouées MJ : Nombre de matchs joués MT : Matchs joués en tant que titulaire : but : passe décisive : joueur entré : joueur remplacé : capitaine : carton jaune : carton rouge |
| Attaquants |                       |          |          |          |          |          |             |                |          |          | Abréviations et symboles : TT : Total de minutes jouées MJ : Nombre de matchs joués MT : Matchs joués en tant que titulaire : but : passe décisive : joueur entré : joueur remplacé : capitaine : carton jaune : carton rouge |
| 9          | Rasmus Højlund        | 83       | 67       | -        | -        | 150      | -           | -              | 2        | 2        | Abréviations et symboles : TT : Total de minutes jouées MJ : Nombre de matchs joués MT : Matchs joués en tant que titulaire : but : passe décisive : joueur entré : joueur remplacé : capitaine : carton jaune : carton rouge |
| 11         | Andreas Skov Olsen    | -        | 82       | -        | -        | 8        | -           | -              | 1        | 0        | Abréviations et symboles : TT : Total de minutes jouées MJ : Nombre de matchs joués MT : Matchs joués en tant que titulaire : but : passe décisive : joueur entré : joueur remplacé : capitaine : carton jaune : carton rouge |
| 12         | Kasper Dolberg        | 83       | -        | -        | -        | 7        | -           | -              | 1        | 0        | Abréviations et symboles : TT : Total de minutes jouées MJ : Nombre de matchs joués MT : Matchs joués en tant que titulaire : but : passe décisive : joueur entré : joueur remplacé : capitaine : carton jaune : carton rouge |
| 19         | Jonas Wind            | 83       | 57       | -        | -        | 140      | -           | 1              | 2        | 2        | Abréviations et symboles : TT : Total de minutes jouées MJ : Nombre de matchs joués MT : Matchs joués en tant que titulaire : but : passe décisive : joueur entré : joueur remplacé : capitaine : carton jaune : carton rouge |
| 20         | Yussuf Poulsen        | 83       | 67       | -        | -        | 30       | -           | -              | 2        | 0        | Abréviations et symboles : TT : Total de minutes jouées MJ : Nombre de matchs joués MT : Matchs joués en tant que titulaire : but : passe décisive : joueur entré : joueur remplacé : capitaine : carton jaune : carton rouge |
| 24         | Anders Dreyer         | -        | -        | -        | -        | -        | -           | -              | -        | -        | Abréviations et symboles : TT : Total de minutes jouées MJ : Nombre de matchs joués MT : Matchs joués en tant que titulaire : but : passe décisive : joueur entré : joueur remplacé : capitaine : carton jaune : carton rouge |
| 26         | Jacob Bruun Larsen    | -        | -        | -        | -        | -        | -           | -              | -        | -        | Abréviations et symboles : TT : Total de minutes jouées MJ : Nombre de matchs joués MT : Matchs joués en tant que titulaire : but : passe décisive : joueur entré : joueur remplacé : capitaine : carton jaune : carton rouge |

| Buts | Joueurs | Adversaires |
| ---- | ------- | ----------- |
|      |         |             |

| Passes | Joueurs | Adversaires |
| ------ | ------- | ----------- |
|        |         |             |